# Hot Wheels

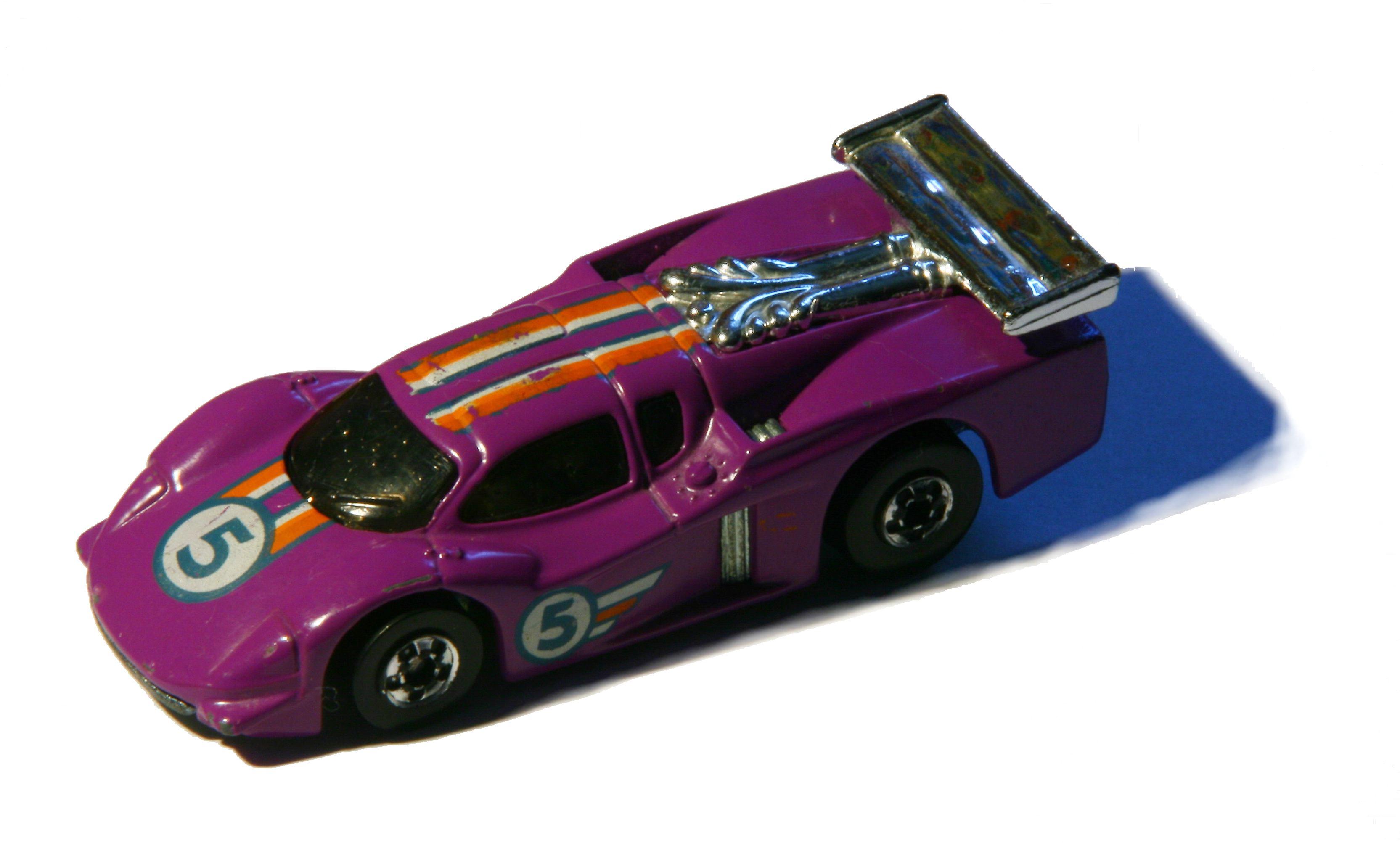
Hot-Wheels-Modellauto

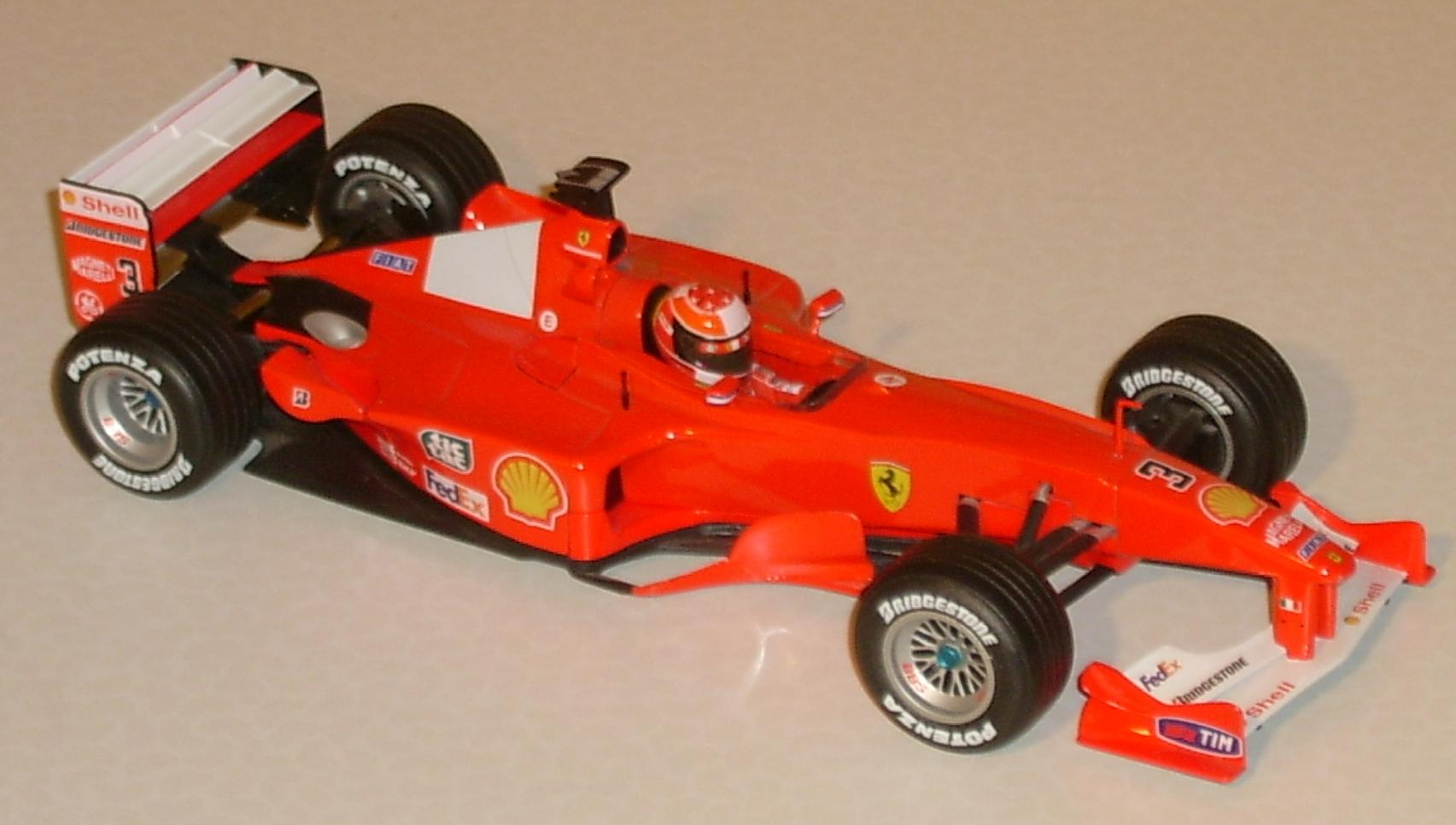
Hot Wheels Ferrari F1-2000

Früheres deutschsprachiges Logo

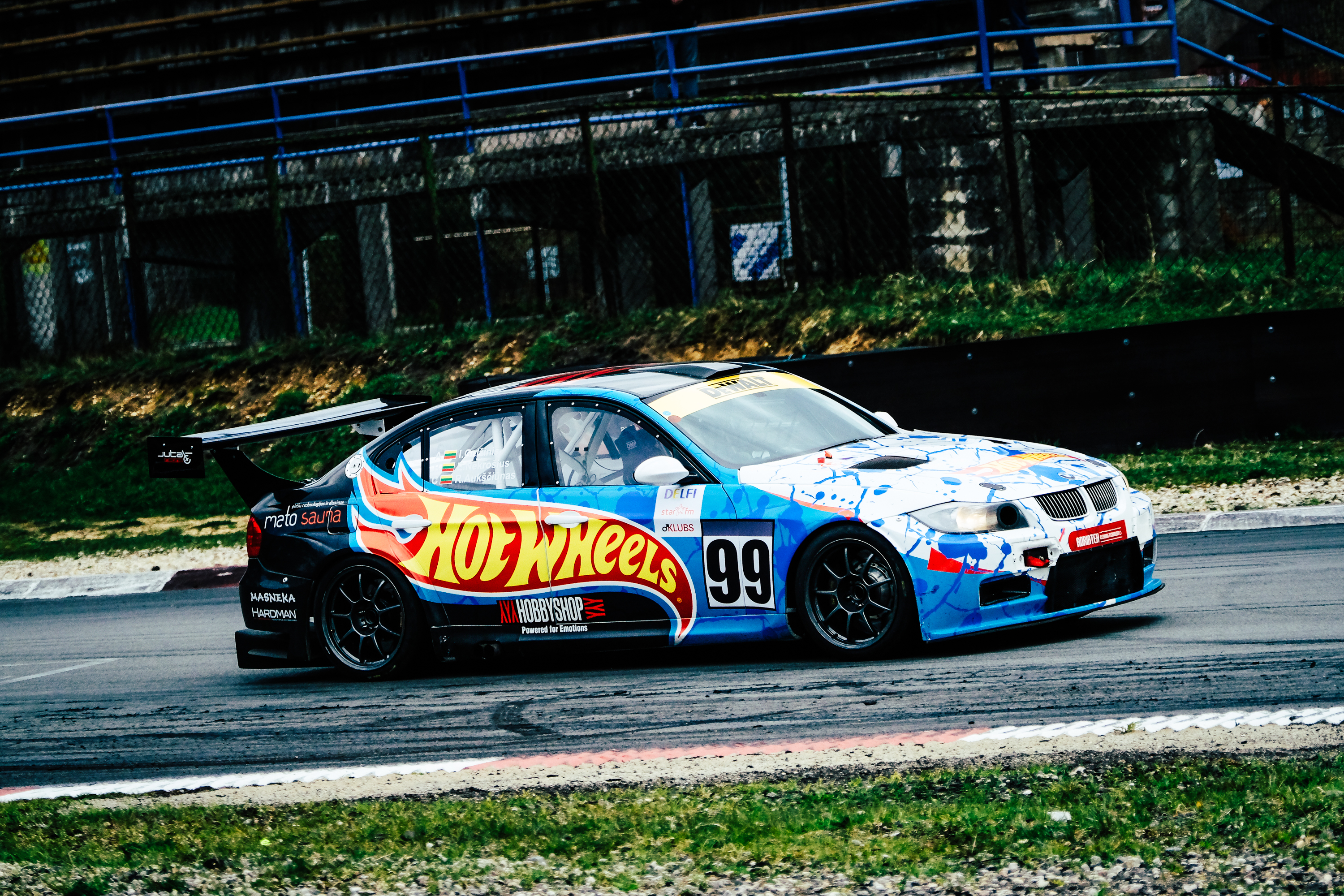
Tourenwagen mit Hot-Wheels-Logo

Hot Wheels ist eine Spielzeugauto-Marke, die im Jahr 1968 vom Spielwarenhersteller Mattel eingeführt wurde, anfangs noch als „Heiße Räder von Mattel“. Besonderes Merkmal waren die sehr reibungsarm laufenden Achsen sowie die ausgefallenen und teilweise skurrilen Formen und Designs, wodurch sich Hot Wheels bis heute von den realitätstreuen Matchbox-Modellen unterscheidet. Die Hot-Wheels-Autos sind etwa sechs Zentimeter lang und haben im Allgemeinen einen Maßstab von 1:64.

## Produkte
Zum Hot-Wheels-Sortiment zählen weiterhin eine Vielzahl an Rennbahnen und Spielsets für die Fahrzeuge. Bei den ersten Rennbahnen wurden die Fahrzeuge einfach auf einer geneigten Ebene beschleunigt. Heute sind viele der Sets mit batteriebetriebenen Beschleunigern ausgestattet.
Unter der Marke Hot Wheels finden sich außerdem Sammlermodelle von Pkws, Sportwagen und Formel-1-Rennwagen verschiedener Teams im Maßstab 1:18 und 1:43.
Es gibt auch spezielle Modelle im Maßstab 1:64, die nur für den US-amerikanischen, australischen und kanadischen Markt produziert werden. Sie werden als Hot Wheels 100% in transparenten Schaukästen verkauft (~ $10), haben einen höheren Detailreichtum (Beschriftung, Lackierung), bessere Qualität, Räder und Reifen; sie sind eher Sammlerobjekte als Spielzeug und werden von Firmen als Werbeträger genutzt. Eine weitere Serie von Hot Wheels waren die Real Riders mit breiten Echtgummireifen (z. T. mit Seitenaufdruck), verschiedenen Profilen und auch als Redline-Räder. Sie waren wegen der hohen Produktionskosten nur wenige Jahre (1983–1989) auf dem US-Markt.
In den 1980ern wurden auch Hot Wheels eingeführt, die ihre Farbe dank thermochromer Lacke (engl. thermal colour change paint) bei Kontakt mit warmem (> 30 °C) oder kaltem (< 18 °C) Wasser ändern, sogenannte Color Shifters (Farbwechsler).
Die Anfangsmodelle (1968 bis 1977) nennt man auch „Redlines“ oder als Abkürzung „RL“, aufgrund der roten Ringe um die Felgen. Dann kam eine veränderte Form der Redline-Räder. Die Felgen sahen anders aus; man nennt sie aber trotzdem Redlines (1973 bis 1977). Danach kamen dann eine lange Zeit (1977 bis in die 1990er-Jahre) die „Basic Wheels“ oder „Black Walls“. Diese entsprachen den veränderten Redline-Rädern, aber ohne den roten Ring darum. Man nennt die Hot Wheels aus dieser Ära daher „BW’s“. Ab den 1990er-Jahren gab es dann viele verschiedene Radformen, daher gibt es keine genauere Bezeichnung für die Hot Wheels ab dieser Zeit. Bis heute entstehen immer mehr Radformen.

## Besonderheiten
Seit dem Sommer 2012 wird in Argentinien eine Serie mit vier Mini-Modellen des Bausteinsystems Rasti unter dem Markennamen Hot Wheels angeboten. Die ursprünglich in Deutschland entwickelte Idee für diese Bausteine war 2005 in Südamerika wiederbelebt worden. 2011 ging das dafür verantwortliche Unternehmen Dimare eine Kooperation mit Mattel ein.
Seit 2015 gibt es eine Sonderserie mit Fahrzeugen aus der James-Bond-Filmreihe.
Zum Jubiläum des fünfzigjährigen Bestehens von Hot Wheels brachte Chevrolet 2018 vom Camaro das Sondermodell Hot Wheels Edition in den Handel.
Bis heute wurden laut Schätzung von Mattel mehr als drei Milliarden Fahrzeuge produziert. Durchschnittlich sei jeder Junge im Alter zwischen drei und zehn Jahren im Besitz von 50 Fahrzeugen. Besonders in den USA ist die Hot-Wheels-Sammlerszene stark etabliert. Der höchste bisher erzielte Preis für ein Hot-Wheels-Modell lag bei ca. 72.000 US-Dollar, die für einen 1969 VW Beach Bomb gezahlt wurden.
In den 1990er-Jahren wurde die Marke von dem Sänger und Schauspieler David Hasselhoff beworben.